# Aldea de Mesones
Mesones es una localidad del municipio de Molinicos (provincia de Albacete), que se localiza en las inmediaciones del parque natural de los Calares del Río Mundo y de la Sima, dentro de la Mancomunidad de municipios de la Sierra del Segura, y de la comunidad autónoma de Castilla-La Mancha. 
Se sitúa a 900 m sobre el nivel del mar, y a 18 km de la cabecera del municipio, a través de la carretera autonómica CM-412 (Almansa-Ciudad Real), eje vertebrador del tráfico del municipio, y de toda la comarca albaceteña.

## Situación geográfica

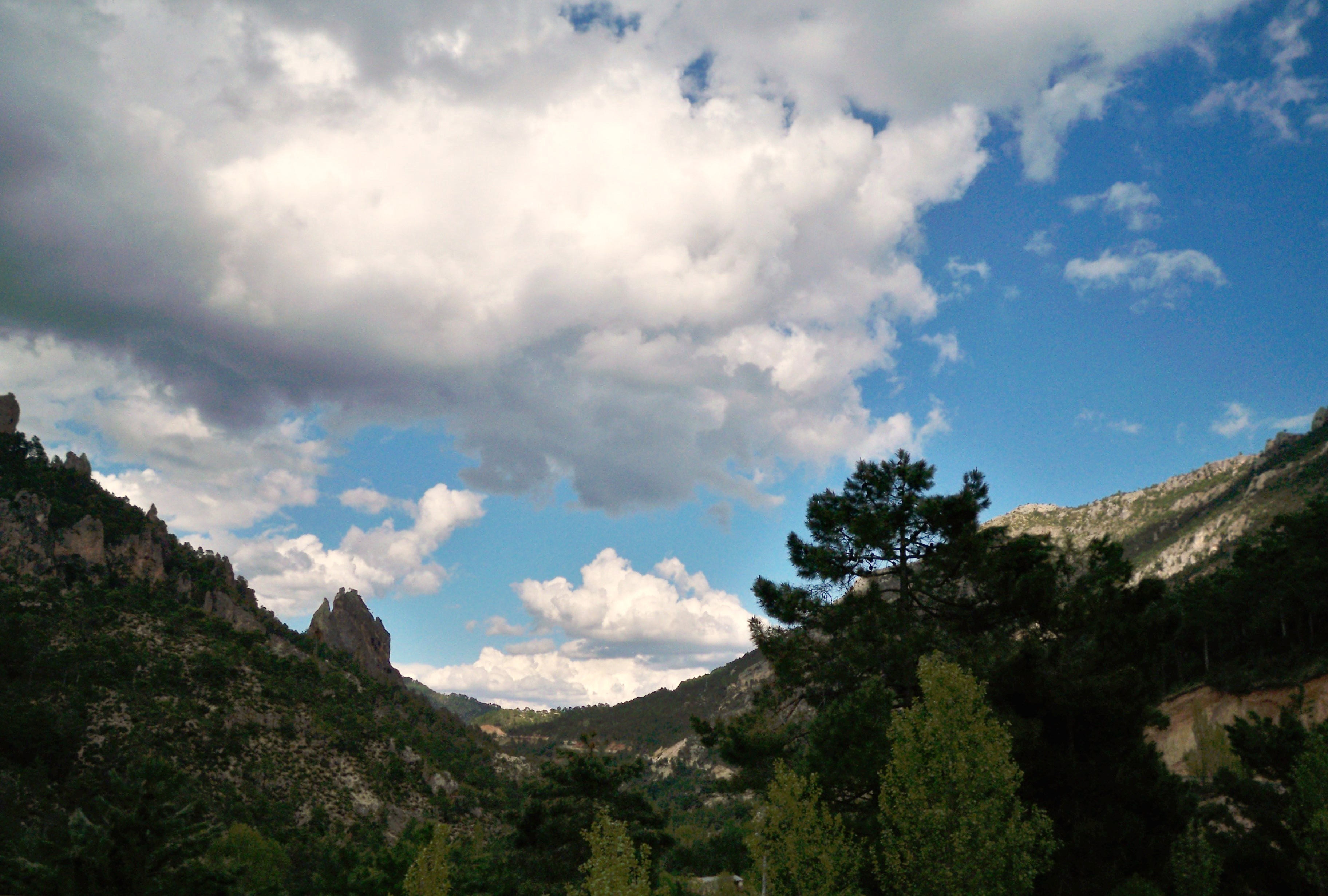
Vista de los pinares del valle del río Mundo, cerca de la localidad de Mesones.

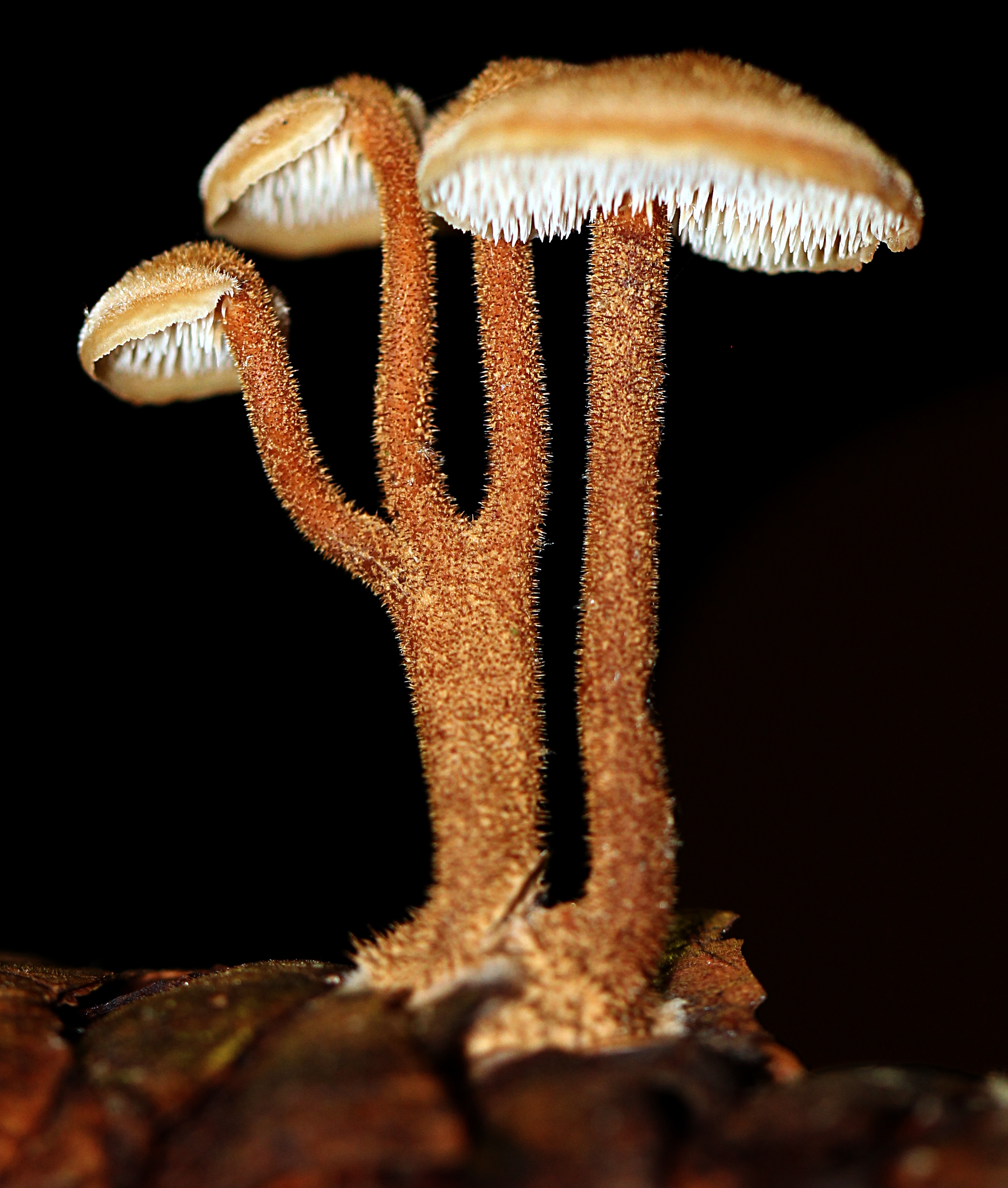
Auriscalpium vulgare una de las varias especies micológicas que habita en Mesones.

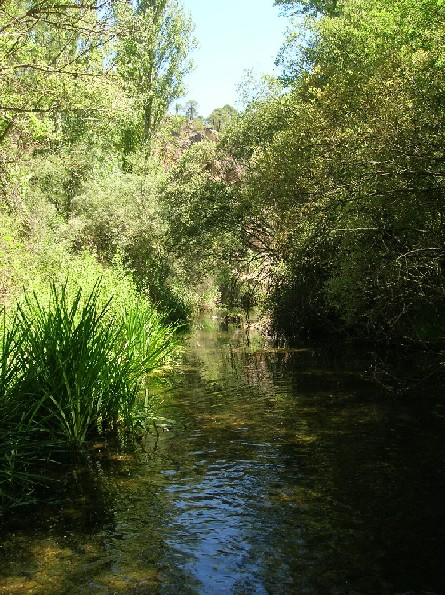
El río Mundo a su paso por Mesones.

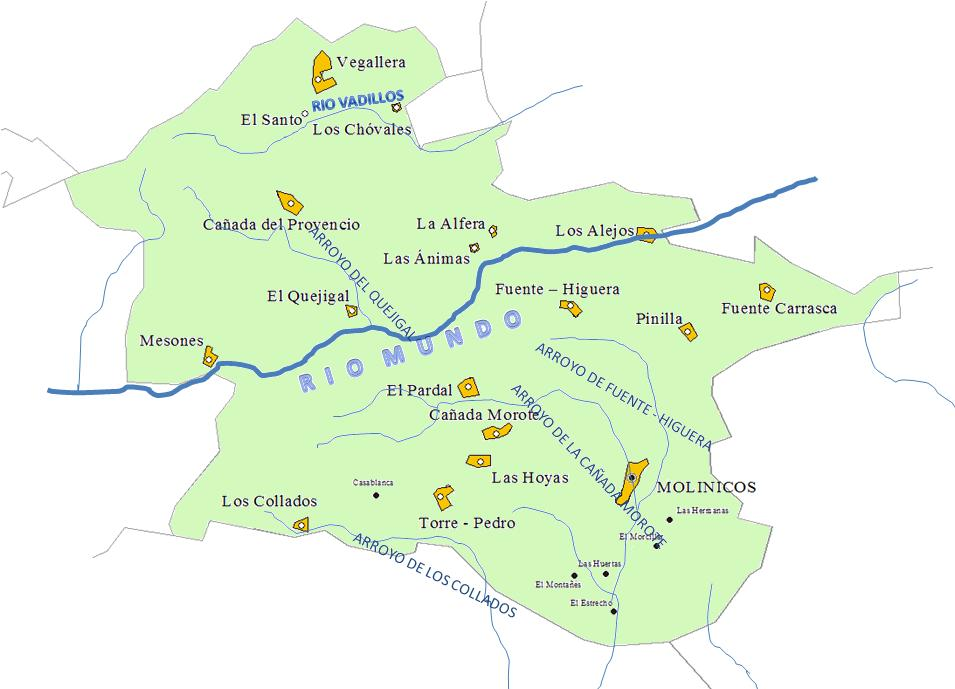
Mapa hidrográfico del Municipio de Molinicos

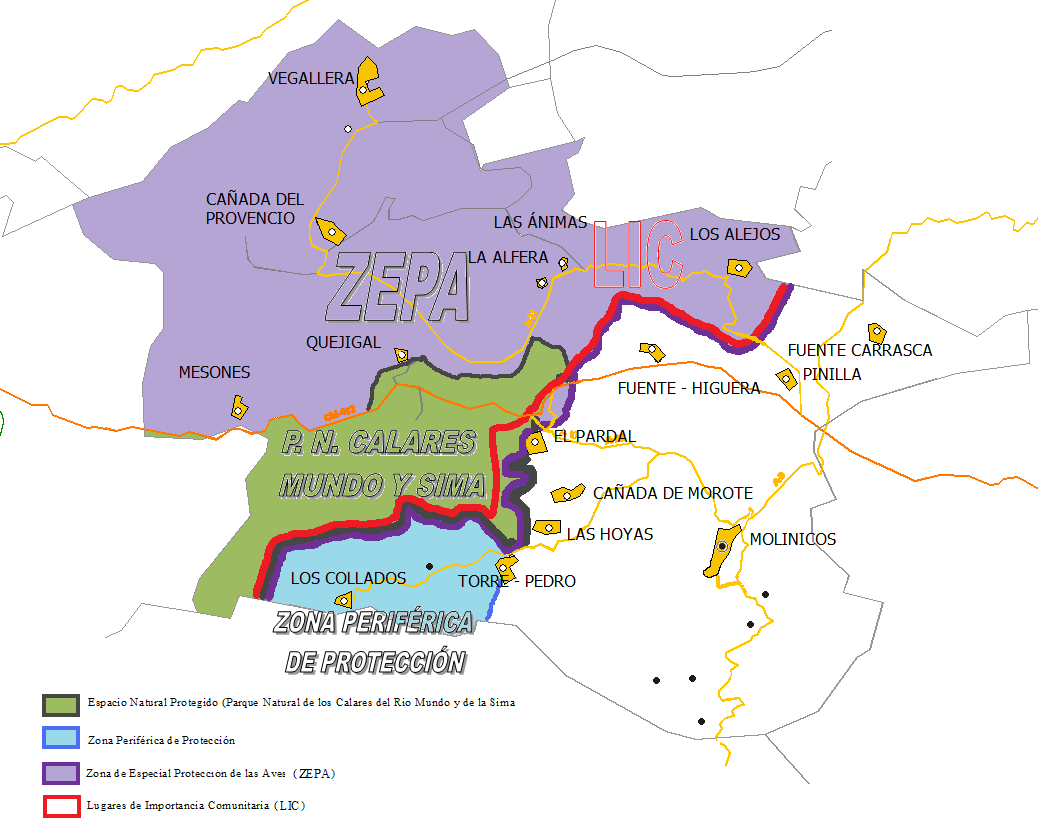
Mapa con los espacios naturales del Municipio de Molinicos

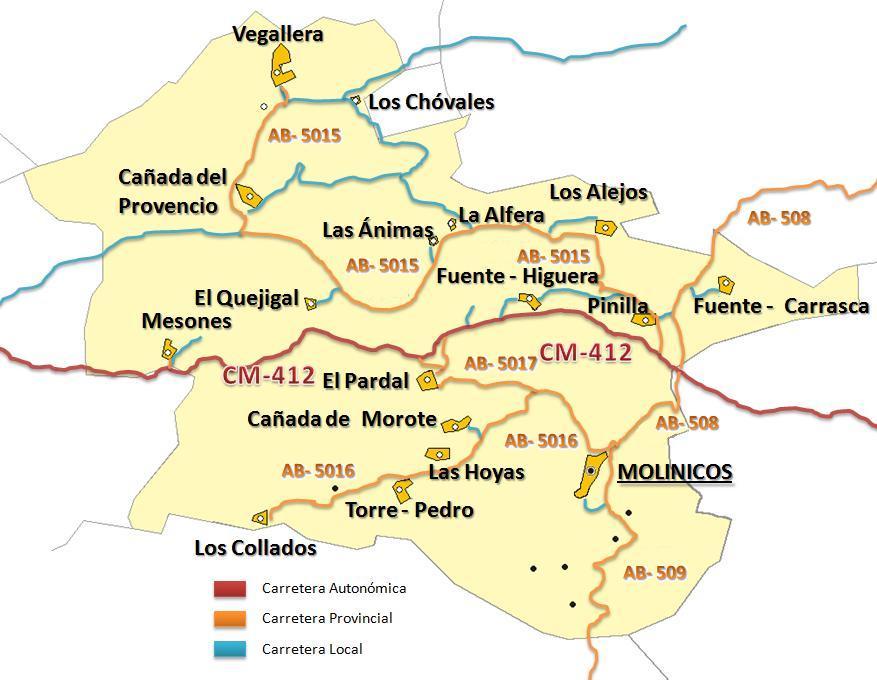
Mapa de carreteras y accesos del Municipio de Molinicos

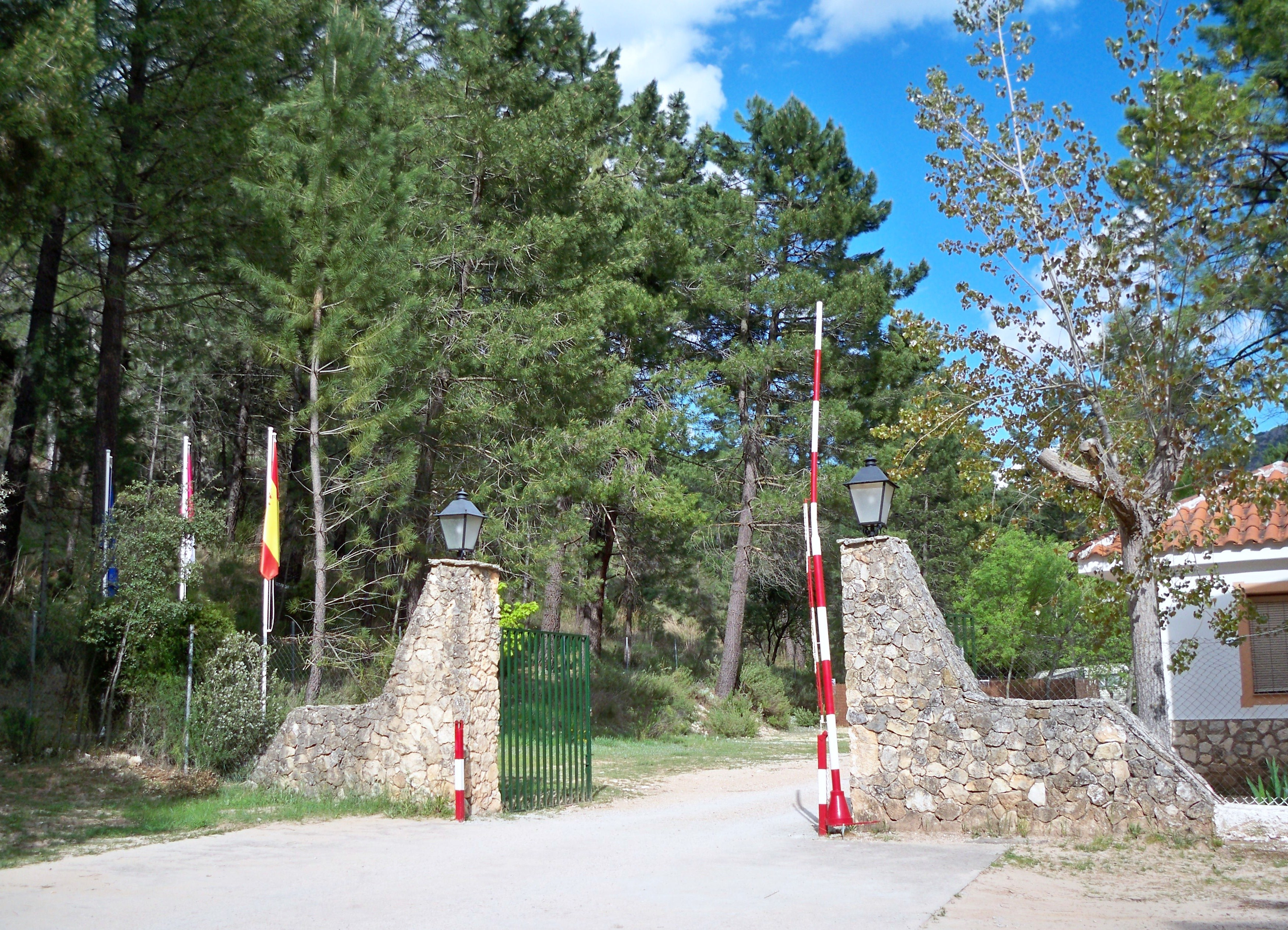
Entrada campamento de Mesones.

La localidad se encuentra enclavada en el valle del río Mundo, al pie de una ladera con orientación sur, justo donde la pendiente disminuye bruscamente y comienza la zona de vega. Este emplazamiento la resguarda del tiempo del norte, a la vez que aumenta las horas de soleamiento.
Mesones se encuentra enclavada en la confluencia del arroyo de La Celada y el río Mundo, encontrando en sus alrededores la flora típica de ribera. 
La población se divide en dos núcleos, separados ambos por el río Mundo. El mayor se sitúa al norte, y tiene una pequeña plaza de la que parten las estrechas e irregulares calles que forman la localidad. El otro queda situado más cercano a la carretera CM-412, en la zona donde también se sitúan unas cabañas rurales.

## Toponimia
La localidad de Mesones hunde sus raíces etimológicas en el árabe, apareciendo como Mīŷūniš o Mayŷūniš, y Mīšūnīš en diferentes pasajes geógrafo andalusí Al-Zuhri natural del Reino de Granada. Si retrocedemos a la época romana, mansiōnēs significa “paradores, mesones”, denominación que alude a la presencia en el lugar, ya en la época romana, de varios establecimientos en los que los viajeros podían pernoctar, no obstante, Mesones se encontraba sobre la vía secundaria que unía el Tolmo de Minateda con Cástulo (cerca de Linares en la provincia de Jaén).
También Al-Zuhri recoge la más que posible denominación del actual río Mundo como Mīšūnīš, puesto que la entonces alquería que era entonces Mesones le daría nombre al río al ser la primera localidad atravesada por él.

## Naturaleza
En Mesones el río Mundo recibe por la margen derecha las aguas del Arroyo de la Celada, que recoge numerosos manantiales procedentes del Calar del Mundo y la Sierra del Cujón. En las aguas de este río se encuentran ejemplares de algas como Tolypothrix distorta.
También se han hallado ejemplares de heterópteros acuáticos en las inmediaciones de la población, entre ellos cabe destacar:
- Velia caprai caprai
- Gerris najas
- Micronecta minuscula

Además, la naturaleza que circunda Mesones se encuentra repleta de pinos (Pinus pinaster en su mayoría), con una flora muy diversa, entre la que se destacan varias especies:
- Conopodium thalictrifolium
- Cuscuta planiflora
- Linaria amethystea
- Ranunculus malessanus
- Succisella andreae-molinae
- Cardamine hirsuta
- Poa bulbosa
- Acer granatense[9]

Mesones se enclava en un valle del río Mundo en donde abundan especies micológicas
- Licea testudinacea Nann.-Bremek (Hongo).
- Arcyria incarnata (Esporangio).
- Badhamia foliicola (Esporocarpo).
- Comatricha elegans (Hongo).
- Comatricha nigra (Hongo).
- Bolbitius vitellinus (Hongo).
- Auriscalpium vulgare (Hongo).
- Teichospora (Hongo).
- Geastrum triplex (Carpóforo).
- Geastrum vulgatum (Carpóforo).
- Rhízopogon roseolus (Carpóforo).[12][13]

También destacan especies de lepidópteros como los de la familia Saturniidae, existiendo endemismos como Graellsia isabelae.
Y esfígidos:
- Hyloicus pinastri.
- Hyles euphorbiae.
- Palmodes occitanicus ibericus.
- Prionyx kirbii.
- Diodontus minutus.
- Tachytes freygessneri.
- Tachysphex incertus.
- Tachysphex panzeri.
- Tachysphex pseudopanzeri.
- Stizus ruficonis.
- Bembecinus tridens.
- Bembix bidentata.
- Bembix oculata.
- Bembix sinuata.
- Bembix zonata.
- Philanthus triangulum.

## Historia

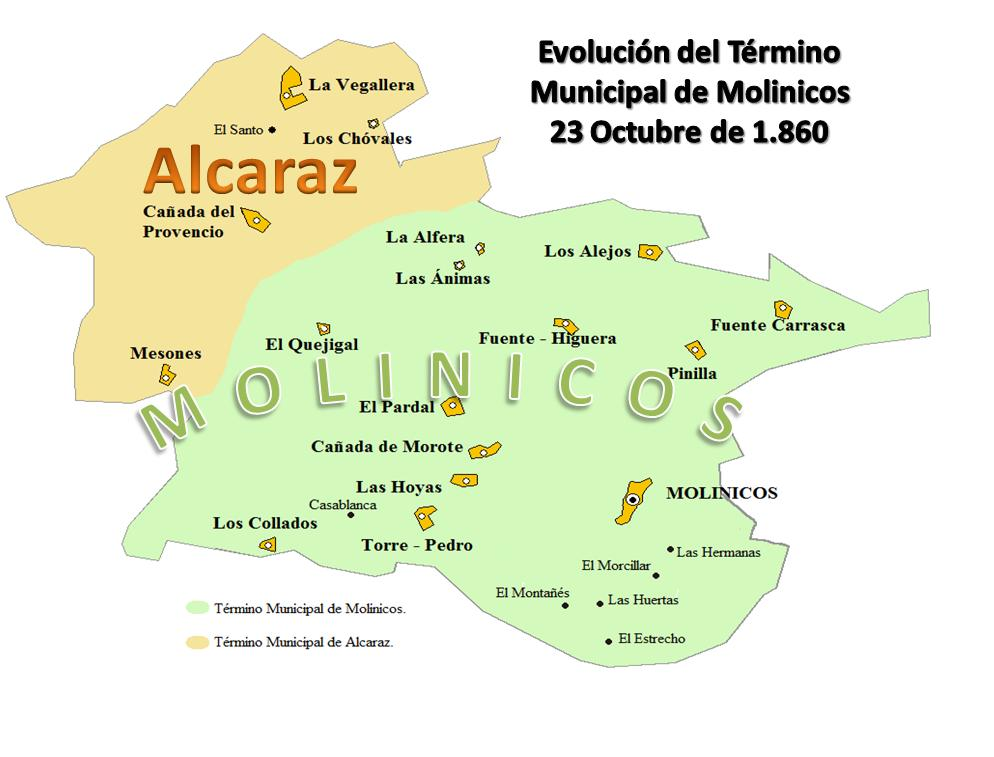
Extensión del término municipal de Molinicos antes de la incorporación de Mesones
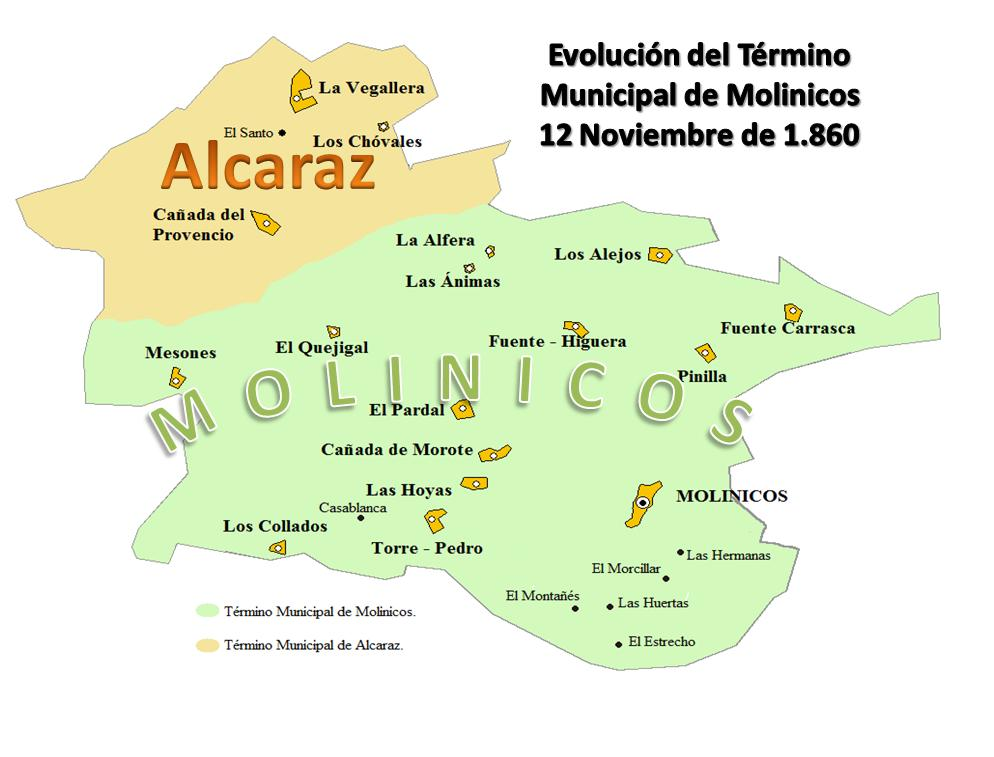
Incorporación de Mesones (noviembre de 1860)
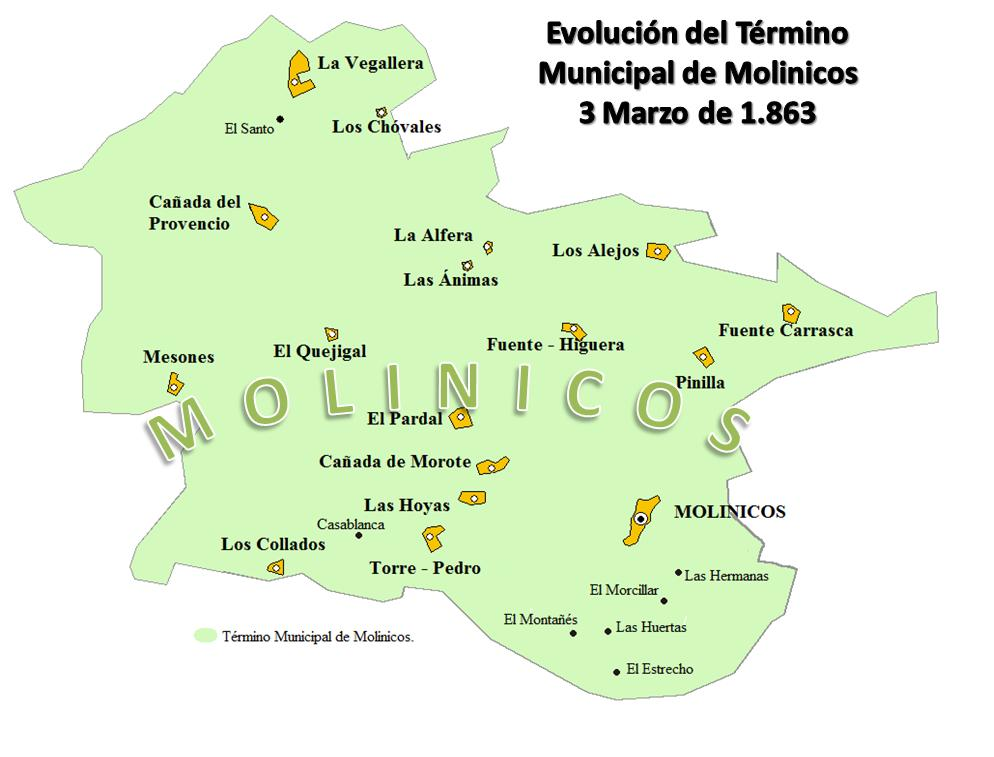
Vegallera y Cañada del Provencio se unen a Molinicos, y se completa así el mapa municipal (marzo de 1863)

La zona en la que se sitúa la población ya fue vía de paso en tiempos del imperio romano.
Destaca durante la etapa musulmana la existencia de varios yacimientos de óxido de cinc y latón en las inmediaciones de Mesones que servirían para confeccionar objetos con latón y cinc.
Ya en la etapa de decadencia de al-Ándalus, Ahmad Ibn 'Alí Mahallí Ibn Zanbal (s.X/XVI), en su geografía titulada "Tuhfat al-mulûk" indica sobre el río Mundo que "esta agua discurre seguidamente hacia el este y pasa por la alquería de Mesones (Mîchoûnech= Mîshûnish); Este lugar fue la primera plaza fronteriza de los musulmanes", una descripción que se enmarca dentro de las incursiones cristianas en el Reino de Murcia.
Llamada también como Riomundo, Pascual Madoz ya la citaba en su célebre "Diccionario geográfico-estadístico-histórico de España y sus posesiones de ultramar", concretamente en el Tomo VIII.
El Nomenclátor de los pueblos de España de 1858 señala que Mesones, que contaba con el rango de caserío dentro del municipio de Alcaraz, contaba con 80 habitantes.
Mesones se incorporó al municipio de Molinicos el 12 de noviembre de 1860, proveniente de Alcaraz, al igual que otras localidades cercanas como La Alfera, Las Ánimas y El Quejigal.

## Economía
La economía de la localidad se basa fundamentalmente en el sector turístico. Mesones cuenta con un camping municipal de montaña de segunda categoría, con una extensión de 25 000 m², y que cuenta con cerca de 400 plazas (100 parcelas). El centro se encuentra en un entorno en donde se pueden practicar actividades al aire libre o de ocio activo, como pesca, piragüismo, senderismo y otras actividades de animación para niños y mayores, y que genera un importante revulsivo en la economía de esta población.
Además, Mesones aumenta sus plazas turísticas con cerca de 60 plazas más repartidas en varias pensiones y casas rurales existentes.

## Dichos de la localidad
- “Los mesoneros ni crujen, ni rajan, como los nudos de carrasca”.
- “Ayer fui a Mesones, a ver una mesonera, y me dieron de cenar calabaza totanera”.
- “En la fábrica nació el hambre, por El Laminador pasó, y en la aldea de Mesones un ramalazo dejó”.
- “El hambre nació en Mesones, por El Laminador pasó, y en La Casa de la Noguera buen ramalazo dejó”.
- “De La Alfera salió el hambre, y en Mesones descansó, y en Las Fábricas de Riópar lo repartieron pa' tos”.[22]